# 1-Chlorheptan
1-Chlorheptan ist eine chemische Verbindung aus der Gruppe der gesättigten organischen aliphatischen Halogenkohlenwasserstoffe.

## Gewinnung und Darstellung
1-Chlorheptan kann durch Reaktion von 1-Heptanol mit Thionylchlorid in Pyridin gewonnen werden.
{\displaystyle \mathrm {C_{7}H_{15}OH+SOCl_{2}\longrightarrow C_{7}H_{15}Cl+SO_{2}+HCl} }

## Eigenschaften
1-Chlorheptan ist eine feuchtigkeitsempfindliche, wenig flüchtige, farblose Flüssigkeit, die praktisch unlöslich in Wasser ist. Bei Normaldruck siedet die Verbindung bei 159 °C. Die Dampfdruckfunktion ergibt sich nach Antoine entsprechend log10(P) = A−(B/(T+C)) (P in bar, T in K) mit A = 3,9631, B = 1410,064 und C = −77,511 im Temperaturbereich von 308 K bis 433 K. Es bildet leicht entzündliche Dampf-Luft-Gemische. Die Verbindung hat einen Flammpunkt bei 41 °C. Die Zündtemperatur beträgt 220 °C. Der Stoff fällt somit in die Temperaturklasse T3.

## Verwendung
1-Chlorheptan wird als Synthesechemikalie verwendet. Es wurde auch bei der Kopplung einer GC an den ICP-MHMS-FPC zur Bestimmung von halogenierten Kohlenwasserstoffen und Organometallverbindungen verwendet.